# Gens Vòlteia
La gens Volteia, (en llatí Volteia gens) va ser una gens romana principalment coneguda a partir de monedes de les que se'n conserva un nombre considerable. Algunes porten el nom Luci Volteu Estrabó i altres Marc Volteu M. F. Aquestos personatges no són coneguts per cap més font.
Un pretor del segle i aC porta el cognomen Volteu: Luci Volteu.